# Leistungszahl für Strömungsmaschinen
Die Leistungszahl {\displaystyle \lambda } ist eine dimensionslose Kennzahl und charakterisiert die Leistung von Strömungsmaschinen:
- für Arbeitsmaschinen (z. B. Pumpen, Verdichter):

{\displaystyle \lambda ={\frac {\psi \cdot \varphi }{\eta }}}
- für Kraftmaschinen (z. B. Windkraftanlagen, Turbinen):

{\displaystyle \lambda =\psi \cdot \varphi \cdot \eta }
jeweils mit:
- der Druckzahl {\displaystyle \psi }
- der Durchflusszahl {\displaystyle \varphi } und
- dem Wirkungsgrad {\displaystyle \eta }.